# بودروگهالوم
بودروگهالوم (به مجاری:  Bodroghalom) یک شهرداری در مجارستان است که در ناحیه تسیگاند واقع شده‌است. بودروگهالوم ۲۶٫۸۸ کیلومتر مربع مساحت و ۱٬۴۰۱ نفر جمعیت دارد.